# Tour de Polonia 2020
La 77.ª edición de la competición ciclista Tour de Polonia fue una carrera de ciclismo en ruta por etapas que se celebró entre el 5 y el 9 de agosto de 2020 en Polonia con inicio en el Estadio de Silesia y final en la ciudad de Cracovia sobre un recorrido de 911,4 kilómetros.
La carrera formó parte del UCI WorldTour 2020, calendario ciclístico de máximo nivel mundial, siendo la séptima carrera de dicho circuito. El vencedor final fue el belga Remco Evenepoel del Deceuninck-Quick Step. Completaron el podio, como segundo y tercer clasificado respectivamente, el danés Jakob Fuglsang del Astana y el británico Simon Yates del Mitchelton-Scott.

## Equipos participantes
Tomaron parte en la carrera 22 equipos: 19 de categoría UCI WorldTeam, 2 de categoría UCI ProTeam y la selección nacional de Polonia, formando así un pelotón de 154 ciclistas de los que acabaron 138. Los equipos participantes fueron:
| WorldTeams (19)- AG2R La Mondiale - Trek-Segafredo - Cofidis - Mitchelton-Scott - Jumbo-Visma - Lotto Soudal - Bora-Hansgrohe - Astana - Bahrain McLaren - CCC Team - Deceuninck-Quick Step - EF Pro Cycling - Groupama-FDJ - Israel Start-Up Nation - Movistar Team - NTT Pro Cycling - Ineos - Team Sunweb - UAE Team Emirates ProTeams (3)- Team Novo Nordisk - Circus-Wanty Gobert - Gazprom-RusVelo Equipo nacional- Polonia |
| |

## Recorrido
El Tour de Polonia dispuso de cinco etapas para un recorrido total de 911,4 kilómetros.
| Etapa     | Fecha    | Recorrido                                 | type                   | Distancia (km) | Ganador          | Líder           |
| --------- | -------- | ----------------------------------------- | ---------------------- | -------------- | ---------------- | --------------- |
| 1.ª etapa | 5 de ago | Estadio de Silesia – Katowice             | etapa llana            | 195,8          | Fabio Jakobsen   | Fabio Jakobsen  |
| 2.ª etapa | 6 de ago | Opole – Zabrze                            | etapa llana            | 151,5          | Mads Pedersen    | Mads Pedersen   |
| 3.ª etapa | 7 de ago | Wadowice – Bielsko-Biała                  | etapa de media montaña | 203,1          | Richard Carapaz  | Richard Carapaz |
| 4.ª etapa | 8 de ago | Bukowina Tatrzańska – Bukowina Tatrzańska | etapa de montaña       | 173            | Remco Evenepoel  | Remco Evenepoel |
| 5.ª etapa | 9 de ago | Zakopane – Cracovia                       | etapa de media montaña | 188            | Davide Ballerini | Remco Evenepoel |

## Desarrollo de la carrera

### 1.ª etapa
| Estadio de Silesia - Katowice | etapa llana | (195,8 km) |

| \| Clasificación de la etapa \| Clasificación de la etapa \| Clasificación de la etapa \| Clasificación de la etapa \| Clasificación de la etapa \| \| Ciclista \| Ciclista \| Equipo \| Tiempo \| \| \| ------------------------- \| ------------------------- \| ------------------------- \| ------------------------- \| ------------------------- \| \| 1.º \| Fabio Jakobsen \| Deceuninck-Quick Step \| 4 h 31 min 50 s \| \| \| 2.º \| Marc Sarreau \| Groupama-FDJ \| + 0 s \| \| \| 3.º \| Luka Mezgec \| Mitchelton-Scott \| + 0 s \| \| \| 4.º \| Jasper Philipsen \| UAE Team Emirates \| + 0 s \| \| \| 5.º \| Ryan Gibbons \| NTT Pro Cycling \| + 0 s \| \| \| 6.º \| Szymon Sajnok \| CCC Team \| + 0 s \| \| \| 7.º \| Damien Touzé \| Cofidis \| + 0 s \| \| \| 8.º \| Roger Kluge \| Lotto-Soudal \| + 0 s \| \| \| 9.º \| Moreno Hofland \| EF Pro Cycling \| + 0 s \| \| \| 10.º \| Edward Theuns \| Trek-Segafredo \| + 0 s \| \| |                  |                       |                 |
| |                  |                       |                 |
| Fuente: ProCyclingStats |                  |                       |                 |
| Clasificación de la etapa |                  |                       |                 |
| Ciclista | Ciclista         | Equipo                | Tiempo          |
| 1.º | Fabio Jakobsen   | Deceuninck-Quick Step | 4 h 31 min 50 s |
| 2.º | Marc Sarreau     | Groupama-FDJ          | + 0 s           |
| 3.º | Luka Mezgec      | Mitchelton-Scott      | + 0 s           |
| 4.º | Jasper Philipsen | UAE Team Emirates     | + 0 s           |
| 5.º | Ryan Gibbons     | NTT Pro Cycling       | + 0 s           |
| 6.º | Szymon Sajnok    | CCC Team              | + 0 s           |
| 7.º | Damien Touzé     | Cofidis               | + 0 s           |
| 8.º | Roger Kluge      | Lotto-Soudal          | + 0 s           |
| 9.º | Moreno Hofland   | EF Pro Cycling        | + 0 s           |
| 10.º | Edward Theuns    | Trek-Segafredo        | + 0 s           |

| \| Clasificación general \| Clasificación general \| Clasificación general \| Clasificación general \| Clasificación general \| \| Ciclista \| Ciclista \| Equipo \| Tiempo \| \| \| --------------------- \| --------------------- \| --------------------- \| --------------------- \| --------------------- \| \| 1.º \| Fabio Jakobsen \| Deceuninck-Quick Step \| 4 h 31 min 40 s \| \| \| 2.º \| Marc Sarreau \| Groupama-FDJ \| + 4 s \| \| \| 3.º \| Kamil Małecki \| CCC Team \| + 4 s \| \| \| 4.º \| Luka Mezgec \| Mitchelton-Scott \| + 6 s \| \| \| 5.º \| Jasper Philipsen \| UAE Team Emirates \| + 10 s \| \| \| 6.º \| Ryan Gibbons \| NTT Pro Cycling \| + 10 s \| \| \| 7.º \| Szymon Sajnok \| CCC Team \| + 10 s \| \| \| 8.º \| Damien Touzé \| Cofidis \| + 10 s \| \| \| 9.º \| Roger Kluge \| Lotto-Soudal \| + 10 s \| \| \| 10.º \| Moreno Hofland \| EF Pro Cycling \| + 10 s \| \| |                  |                       |                 |
| |                  |                       |                 |
| Fuente: ProCyclingStats |                  |                       |                 |
| Clasificación general |                  |                       |                 |
| Ciclista | Ciclista         | Equipo                | Tiempo          |
| 1.º | Fabio Jakobsen   | Deceuninck-Quick Step | 4 h 31 min 40 s |
| 2.º | Marc Sarreau     | Groupama-FDJ          | + 4 s           |
| 3.º | Kamil Małecki    | CCC Team              | + 4 s           |
| 4.º | Luka Mezgec      | Mitchelton-Scott      | + 6 s           |
| 5.º | Jasper Philipsen | UAE Team Emirates     | + 10 s          |
| 6.º | Ryan Gibbons     | NTT Pro Cycling       | + 10 s          |
| 7.º | Szymon Sajnok    | CCC Team              | + 10 s          |
| 8.º | Damien Touzé     | Cofidis               | + 10 s          |
| 9.º | Roger Kluge      | Lotto-Soudal          | + 10 s          |
| 10.º | Moreno Hofland   | EF Pro Cycling        | + 10 s          |

### 2.ª etapa
| Opole - Zabrze | etapa llana | (151,5 km) |

| \| Clasificación de la etapa \| Clasificación de la etapa \| Clasificación de la etapa \| Clasificación de la etapa \| Clasificación de la etapa \| \| Ciclista \| Ciclista \| Equipo \| Tiempo \| \| \| ------------------------- \| ------------------------- \| ------------------------- \| ------------------------- \| ------------------------- \| \| 1.º \| Mads Pedersen \| Trek-Segafredo \| 3 h 26 min 02 s \| \| \| 2.º \| Pascal Ackermann \| Bora-Hansgrohe \| + 0 s \| \| \| 3.º \| Davide Ballerini \| Deceuninck-Quick Step \| + 0 s \| \| \| 4.º \| Rudy Barbier \| Israel Start-Up Nation \| + 0 s \| \| \| 5.º \| Alberto Dainese \| Team Sunweb \| + 0 s \| \| \| 6.º \| Albert Torres Barceló \| Movistar Team \| + 0 s \| \| \| 7.º \| Szymon Sajnok \| CCC Team \| + 0 s \| \| \| 8.º \| Jasper Philipsen \| UAE Team Emirates \| + 0 s \| \| \| 9.º \| Piet Allegaert \| Cofidis \| + 0 s \| \| \| 10.º \| Jürgen Roelandts \| Movistar Team \| + 0 s \| \| |                       |                        |                 |
| |                       |                        |                 |
| Fuente: ProCyclingStats |                       |                        |                 |
| Clasificación de la etapa |                       |                        |                 |
| Ciclista | Ciclista              | Equipo                 | Tiempo          |
| 1.º | Mads Pedersen         | Trek-Segafredo         | 3 h 26 min 02 s |
| 2.º | Pascal Ackermann      | Bora-Hansgrohe         | + 0 s           |
| 3.º | Davide Ballerini      | Deceuninck-Quick Step  | + 0 s           |
| 4.º | Rudy Barbier          | Israel Start-Up Nation | + 0 s           |
| 5.º | Alberto Dainese       | Team Sunweb            | + 0 s           |
| 6.º | Albert Torres Barceló | Movistar Team          | + 0 s           |
| 7.º | Szymon Sajnok         | CCC Team               | + 0 s           |
| 8.º | Jasper Philipsen      | UAE Team Emirates      | + 0 s           |
| 9.º | Piet Allegaert        | Cofidis                | + 0 s           |
| 10.º | Jürgen Roelandts      | Movistar Team          | + 0 s           |

| \| Clasificación general \| Clasificación general \| Clasificación general \| Clasificación general \| Clasificación general \| \| Ciclista \| Ciclista \| Equipo \| Tiempo \| \| \| --------------------- \| --------------------- \| --------------------- \| --------------------- \| --------------------- \| \| 1.º \| Mads Pedersen \| Trek-Segafredo \| 7 h 57 min 42 s \| \| \| 2.º \| Pascal Ackermann \| Bora-Hansgrohe \| + 4 s \| \| \| 3.º \| Kamil Małecki \| CCC Team \| + 4 s \| \| \| 4.º \| Luka Mezgec \| Mitchelton-Scott \| + 6 s \| \| \| 5.º \| Davide Ballerini \| Deceuninck-Quick Step \| + 6 s \| \| \| 6.º \| Wout Poels \| Bahrain McLaren \| + 9 s \| \| \| 7.º \| Jasper Philipsen \| UAE Team Emirates \| + 10 s \| \| \| 8.º \| Szymon Sajnok \| CCC Team \| + 10 s \| \| \| 9.º \| Alberto Dainese \| Team Sunweb \| + 10 s \| \| \| 10.º \| Mark Cavendish \| Bahrain McLaren \| + 10 s \| \| |                  |                       |                 |
| |                  |                       |                 |
| Fuente: ProCyclingStats |                  |                       |                 |
| Clasificación general |                  |                       |                 |
| Ciclista | Ciclista         | Equipo                | Tiempo          |
| 1.º | Mads Pedersen    | Trek-Segafredo        | 7 h 57 min 42 s |
| 2.º | Pascal Ackermann | Bora-Hansgrohe        | + 4 s           |
| 3.º | Kamil Małecki    | CCC Team              | + 4 s           |
| 4.º | Luka Mezgec      | Mitchelton-Scott      | + 6 s           |
| 5.º | Davide Ballerini | Deceuninck-Quick Step | + 6 s           |
| 6.º | Wout Poels       | Bahrain McLaren       | + 9 s           |
| 7.º | Jasper Philipsen | UAE Team Emirates     | + 10 s          |
| 8.º | Szymon Sajnok    | CCC Team              | + 10 s          |
| 9.º | Alberto Dainese  | Team Sunweb           | + 10 s          |
| 10.º | Mark Cavendish   | Bahrain McLaren       | + 10 s          |

### 3.ª etapa
| Wadowice - Bielsko-Biała | etapa de media montaña | (203,1 km) |

| \| Clasificación de la etapa \| Clasificación de la etapa \| Clasificación de la etapa \| Clasificación de la etapa \| Clasificación de la etapa \| \| Ciclista \| Ciclista \| Equipo \| Tiempo \| \| \| ------------------------- \| ------------------------- \| ------------------------- \| ------------------------- \| ------------------------- \| \| 1.º \| Richard Carapaz \| Team Ineos \| 5 h 04 min 54 s \| \| \| 2.º \| Diego Ulissi \| UAE Team Emirates \| + 0 s \| \| \| 3.º \| Rudy Molard \| Groupama-FDJ \| + 0 s \| \| \| 4.º \| Jakob Fuglsang \| Astana \| + 0 s \| \| \| 5.º \| Wilco Kelderman \| Team Sunweb \| + 0 s \| \| \| 6.º \| Luka Mezgec \| Mitchelton-Scott \| + 0 s \| \| \| 7.º \| Jasper Stuyven \| Trek-Segafredo \| + 0 s \| \| \| 8.º \| Ryan Gibbons \| NTT Pro Cycling \| + 0 s \| \| \| 9.º \| Tim Wellens \| Lotto-Soudal \| + 0 s \| \| \| 10.º \| Rafał Majka \| Bora-Hansgrohe \| + 0 s \| \| |                 |                   |                 |
| |                 |                   |                 |
| Fuente: ProCyclingStats |                 |                   |                 |
| Clasificación de la etapa |                 |                   |                 |
| Ciclista | Ciclista        | Equipo            | Tiempo          |
| 1.º | Richard Carapaz | Team Ineos        | 5 h 04 min 54 s |
| 2.º | Diego Ulissi    | UAE Team Emirates | + 0 s           |
| 3.º | Rudy Molard     | Groupama-FDJ      | + 0 s           |
| 4.º | Jakob Fuglsang  | Astana            | + 0 s           |
| 5.º | Wilco Kelderman | Team Sunweb       | + 0 s           |
| 6.º | Luka Mezgec     | Mitchelton-Scott  | + 0 s           |
| 7.º | Jasper Stuyven  | Trek-Segafredo    | + 0 s           |
| 8.º | Ryan Gibbons    | NTT Pro Cycling   | + 0 s           |
| 9.º | Tim Wellens     | Lotto-Soudal      | + 0 s           |
| 10.º | Rafał Majka     | Bora-Hansgrohe    | + 0 s           |

| \| Clasificación general \| Clasificación general \| Clasificación general \| Clasificación general \| Clasificación general \| \| Ciclista \| Ciclista \| Equipo \| Tiempo \| \| \| --------------------- \| --------------------- \| --------------------- \| --------------------- \| --------------------- \| \| 1.º \| Richard Carapaz \| Team Ineos \| 13 h 02 min 36 s \| \| \| 2.º \| Diego Ulissi \| UAE Team Emirates \| + 4 s \| \| \| 3.º \| Kamil Małecki \| CCC Team \| + 4 s \| \| \| 4.º \| Luka Mezgec \| Mitchelton-Scott \| + 6 s \| \| \| 5.º \| Rudy Molard \| Groupama-FDJ \| + 6 s \| \| \| 6.º \| Ryan Gibbons \| NTT Pro Cycling \| + 10 s \| \| \| 7.º \| Rui Alberto Costa \| UAE Team Emirates \| + 10 s \| \| \| 8.º \| Rafał Majka \| Bora-Hansgrohe \| + 10 s \| \| \| 9.º \| Neilson Powless \| EF Pro Cycling \| + 10 s \| \| \| 10.º \| Edward Dunbar \| Team Ineos \| + 10 s \| \| |                   |                   |                  |
| |                   |                   |                  |
| Fuente: ProCyclingStats |                   |                   |                  |
| Clasificación general |                   |                   |                  |
| Ciclista | Ciclista          | Equipo            | Tiempo           |
| 1.º | Richard Carapaz   | Team Ineos        | 13 h 02 min 36 s |
| 2.º | Diego Ulissi      | UAE Team Emirates | + 4 s            |
| 3.º | Kamil Małecki     | CCC Team          | + 4 s            |
| 4.º | Luka Mezgec       | Mitchelton-Scott  | + 6 s            |
| 5.º | Rudy Molard       | Groupama-FDJ      | + 6 s            |
| 6.º | Ryan Gibbons      | NTT Pro Cycling   | + 10 s           |
| 7.º | Rui Alberto Costa | UAE Team Emirates | + 10 s           |
| 8.º | Rafał Majka       | Bora-Hansgrohe    | + 10 s           |
| 9.º | Neilson Powless   | EF Pro Cycling    | + 10 s           |
| 10.º | Edward Dunbar     | Team Ineos        | + 10 s           |

### 4.ª etapa
| Bukowina Tatrzańska - Bukowina Tatrzańska | etapa de montaña | (173 km) |

| \| Clasificación de la etapa \| Clasificación de la etapa \| Clasificación de la etapa \| Clasificación de la etapa \| Clasificación de la etapa \| \| Ciclista \| Ciclista \| Equipo \| Tiempo \| \| \| ------------------------- \| ------------------------- \| ------------------------- \| ------------------------- \| ------------------------- \| \| 1.º \| Remco Evenepoel \| Deceuninck-Quick Step \| 3 h 55 min 52 s \| \| \| 2.º \| Jakob Fuglsang \| Astana \| + 1 min 48 s \| \| \| 3.º \| Simon Yates \| Mitchelton-Scott \| + 2 min 22 s \| \| \| 4.º \| Rafał Majka \| Bora-Hansgrohe \| + 2 min 22 s \| \| \| 5.º \| Diego Ulissi \| UAE Team Emirates \| + 3 min 05 s \| \| \| 6.º \| Wilco Kelderman \| Team Sunweb \| + 3 min 05 s \| \| \| 7.º \| Kamil Małecki \| CCC Team \| + 3 min 08 s \| \| \| 8.º \| Mikel Nieve \| Mitchelton-Scott \| + 3 min 08 s \| \| \| 9.º \| Jonas Vingegaard \| Jumbo-Visma \| + 3 min 08 s \| \| \| 10.º \| Maximilian Schachmann \| Bora-Hansgrohe \| + 3 min 09 s \| \| |                       |                       |                 |
| |                       |                       |                 |
| Fuente: ProCyclingStats |                       |                       |                 |
| Clasificación de la etapa |                       |                       |                 |
| Ciclista | Ciclista              | Equipo                | Tiempo          |
| 1.º | Remco Evenepoel       | Deceuninck-Quick Step | 3 h 55 min 52 s |
| 2.º | Jakob Fuglsang        | Astana                | + 1 min 48 s    |
| 3.º | Simon Yates           | Mitchelton-Scott      | + 2 min 22 s    |
| 4.º | Rafał Majka           | Bora-Hansgrohe        | + 2 min 22 s    |
| 5.º | Diego Ulissi          | UAE Team Emirates     | + 3 min 05 s    |
| 6.º | Wilco Kelderman       | Team Sunweb           | + 3 min 05 s    |
| 7.º | Kamil Małecki         | CCC Team              | + 3 min 08 s    |
| 8.º | Mikel Nieve           | Mitchelton-Scott      | + 3 min 08 s    |
| 9.º | Jonas Vingegaard      | Jumbo-Visma           | + 3 min 08 s    |
| 10.º | Maximilian Schachmann | Bora-Hansgrohe        | + 3 min 09 s    |

| \| Clasificación general \| Clasificación general \| Clasificación general \| Clasificación general \| Clasificación general \| \| Ciclista \| Ciclista \| Equipo \| Tiempo \| \| \| --------------------- \| --------------------- \| --------------------- \| --------------------- \| --------------------- \| \| 1.º \| Remco Evenepoel \| Deceuninck-Quick Step \| 16 h 58 min 28 s \| \| \| 2.º \| Jakob Fuglsang \| Astana \| + 1 min 52 s \| \| \| 3.º \| Simon Yates \| Mitchelton-Scott \| + 2 min 28 s \| \| \| 4.º \| Rafał Majka \| Bora-Hansgrohe \| + 2 min 32 s \| \| \| 5.º \| Diego Ulissi \| UAE Team Emirates \| + 3 min 09 s \| \| \| 6.º \| Kamil Małecki \| CCC Team \| + 3 min 12 s \| \| \| 7.º \| Wilco Kelderman \| Team Sunweb \| + 3 min 15 s \| \| \| 8.º \| Jonas Vingegaard \| Jumbo-Visma \| + 3 min 18 s \| \| \| 9.º \| Mikel Nieve \| Mitchelton-Scott \| + 3 min 18 s \| \| \| 10.º \| Rui Alberto Costa \| UAE Team Emirates \| + 3 min 19 s \| \| |                   |                       |                  |
| |                   |                       |                  |
| Fuente: ProCyclingStats |                   |                       |                  |
| Clasificación general |                   |                       |                  |
| Ciclista | Ciclista          | Equipo                | Tiempo           |
| 1.º | Remco Evenepoel   | Deceuninck-Quick Step | 16 h 58 min 28 s |
| 2.º | Jakob Fuglsang    | Astana                | + 1 min 52 s     |
| 3.º | Simon Yates       | Mitchelton-Scott      | + 2 min 28 s     |
| 4.º | Rafał Majka       | Bora-Hansgrohe        | + 2 min 32 s     |
| 5.º | Diego Ulissi      | UAE Team Emirates     | + 3 min 09 s     |
| 6.º | Kamil Małecki     | CCC Team              | + 3 min 12 s     |
| 7.º | Wilco Kelderman   | Team Sunweb           | + 3 min 15 s     |
| 8.º | Jonas Vingegaard  | Jumbo-Visma           | + 3 min 18 s     |
| 9.º | Mikel Nieve       | Mitchelton-Scott      | + 3 min 18 s     |
| 10.º | Rui Alberto Costa | UAE Team Emirates     | + 3 min 19 s     |

### 5.ª etapa
| Zakopane - Cracovia | etapa de media montaña | (188 km) |

| \| Clasificación de la etapa \| Clasificación de la etapa \| Clasificación de la etapa \| Clasificación de la etapa \| Clasificación de la etapa \| \| Ciclista \| Ciclista \| Equipo \| Tiempo \| \| \| ------------------------- \| ------------------------- \| ------------------------- \| ------------------------- \| ------------------------- \| \| 1.º \| Davide Ballerini \| Deceuninck-Quick Step \| 4 h 31 min 22 s \| \| \| 2.º \| Pascal Ackermann \| Bora-Hansgrohe \| + 0 s \| \| \| 3.º \| Alberto Dainese \| Team Sunweb \| + 0 s \| \| \| 4.º \| Ryan Gibbons \| NTT Pro Cycling \| + 0 s \| \| \| 5.º \| Jasper Philipsen \| UAE Team Emirates \| + 0 s \| \| \| 6.º \| Rudy Barbier \| Israel Start-Up Nation \| + 0 s \| \| \| 7.º \| Juan Sebastián Molano \| UAE Team Emirates \| + 0 s \| \| \| 8.º \| Phil Bauhaus \| Bahrain McLaren \| + 0 s \| \| \| 9.º \| Szymon Sajnok \| CCC Team \| + 0 s \| \| \| 10.º \| Albert Torres Barceló \| Movistar Team \| + 0 s \| \| |                       |                        |                 |
| |                       |                        |                 |
| Fuente: ProCyclingStats |                       |                        |                 |
| Clasificación de la etapa |                       |                        |                 |
| Ciclista | Ciclista              | Equipo                 | Tiempo          |
| 1.º | Davide Ballerini      | Deceuninck-Quick Step  | 4 h 31 min 22 s |
| 2.º | Pascal Ackermann      | Bora-Hansgrohe         | + 0 s           |
| 3.º | Alberto Dainese       | Team Sunweb            | + 0 s           |
| 4.º | Ryan Gibbons          | NTT Pro Cycling        | + 0 s           |
| 5.º | Jasper Philipsen      | UAE Team Emirates      | + 0 s           |
| 6.º | Rudy Barbier          | Israel Start-Up Nation | + 0 s           |
| 7.º | Juan Sebastián Molano | UAE Team Emirates      | + 0 s           |
| 8.º | Phil Bauhaus          | Bahrain McLaren        | + 0 s           |
| 9.º | Szymon Sajnok         | CCC Team               | + 0 s           |
| 10.º | Albert Torres Barceló | Movistar Team          | + 0 s           |

## Clasificaciones finales
- Las clasificaciones finalizaron de la siguiente forma:[3]

### Clasificación general
| \| Clasificación general \| Clasificación general \| Clasificación general \| Clasificación general \| Clasificación general \| \| Ciclista \| Ciclista \| Equipo \| Tiempo \| \| \| --------------------- \| --------------------- \| --------------------- \| --------------------- \| --------------------- \| \| 1.º \| Remco Evenepoel \| Deceuninck-Quick Step \| 21 h 29 min 50 s \| \| \| 2.º \| Jakob Fuglsang \| Astana \| + 1 min 52 s \| \| \| 3.º \| Simon Yates \| Mitchelton-Scott \| + 2 min 28 s \| \| \| 4.º \| Rafał Majka \| Bora-Hansgrohe \| + 2 min 32 s \| \| \| 5.º \| Diego Ulissi \| UAE Team Emirates \| + 3 min 09 s \| \| \| 6.º \| Kamil Małecki \| CCC Team \| + 3 min 12 s \| \| \| 7.º \| Wilco Kelderman \| Team Sunweb \| + 3 min 15 s \| \| \| 8.º \| Jonas Vingegaard \| Jumbo-Visma \| + 3 min 18 s \| \| \| 9.º \| Mikel Nieve \| Mitchelton-Scott \| + 3 min 18 s \| \| \| 10.º \| Rui Alberto Costa \| UAE Team Emirates \| + 3 min 19 s \| \| |                   |                       |                  |
| |                   |                       |                  |
| Fuente: ProCyclingStats |                   |                       |                  |
| Clasificación general |                   |                       |                  |
| Ciclista | Ciclista          | Equipo                | Tiempo           |
| 1.º | Remco Evenepoel   | Deceuninck-Quick Step | 21 h 29 min 50 s |
| 2.º | Jakob Fuglsang    | Astana                | + 1 min 52 s     |
| 3.º | Simon Yates       | Mitchelton-Scott      | + 2 min 28 s     |
| 4.º | Rafał Majka       | Bora-Hansgrohe        | + 2 min 32 s     |
| 5.º | Diego Ulissi      | UAE Team Emirates     | + 3 min 09 s     |
| 6.º | Kamil Małecki     | CCC Team              | + 3 min 12 s     |
| 7.º | Wilco Kelderman   | Team Sunweb           | + 3 min 15 s     |
| 8.º | Jonas Vingegaard  | Jumbo-Visma           | + 3 min 18 s     |
| 9.º | Mikel Nieve       | Mitchelton-Scott      | + 3 min 18 s     |
| 10.º | Rui Alberto Costa | UAE Team Emirates     | + 3 min 19 s     |

### Clasificación por puntos
| Clasificación por puntos | Clasificación por puntos | Clasificación por puntos | Clasificación por puntos | Clasificación por puntos |
| Ciclista                 | Ciclista                 | Equipo                   | Puntos                   |                          |
| ------------------------ | ------------------------ | ------------------------ | ------------------------ | ------------------------ |
| 1.º                      | Luka Mezgec              | Mitchelton-Scott         | 48 pts                   |                          |
| 2.º                      | Jasper Philipsen         | UAE Team Emirates        | 46 pts                   |                          |
| 3.º                      | Ryan Gibbons             | NTT Pro Cycling          | 46 pts                   |                          |
| 4.º                      | Diego Ulissi             | UAE Team Emirates        | 45 pts                   |                          |
| 5.º                      | Pascal Ackermann         | Bora-Hansgrohe           | 44 pts                   |                          |
| 6.º                      | Szymon Sajnok            | CCC Team                 | 41 pts                   |                          |
| 7.º                      | Davide Ballerini         | Deceuninck-Quick Step    | 38 pts                   |                          |
| 8.º                      | Alberto Dainese          | Team Sunweb              | 37 pts                   |                          |
| 9.º                      | Jakob Fuglsang           | Astana                   | 36 pts                   |                          |
| 10.º                     | Rudy Barbier             | Israel Start-Up Nation   | 32 pts                   |                          |

### Clasificación de la montaña
| Clasificación de la montaña | Clasificación de la montaña | Clasificación de la montaña | Clasificación de la montaña | Clasificación de la montaña |
| Ciclista                    | Ciclista                    | Equipo                      | Puntos                      |                             |
| --------------------------- | --------------------------- | --------------------------- | --------------------------- | --------------------------- |
| 1.º                         | Patryk Stosz                | Polonia                     | 64 pts                      |                             |
| 2.º                         | Kamil Gradek                | CCC Team                    | 42 pts                      |                             |
| 3.º                         | Nathan Haas                 | Cofidis                     | 36 pts                      |                             |
| 4.º                         | Remco Evenepoel             | Deceuninck-Quick Step       | 35 pts                      |                             |
| 5.º                         | Taco van der Hoorn          | Jumbo-Visma                 | 28 pts                      |                             |
| 6.º                         | Chris Harper                | Jumbo-Visma                 | 22 pts                      |                             |
| 7.º                         | James Whelan                | EF Pro Cycling              | 22 pts                      |                             |
| 8.º                         | Kamil Małecki               | CCC Team                    | 19 pts                      |                             |
| 9.º                         | Jakob Fuglsang              | Astana                      | 17 pts                      |                             |
| 10.º                        | Przemysław Kasperkiewicz    | Polonia                     | 15 pts                      |                             |

### Clasificación de la combatividad
| Clasificación de la combatividad | Clasificación de la combatividad | Clasificación de la combatividad | Clasificación de la combatividad | Clasificación de la combatividad |
| Ciclista                         | Ciclista                         | Equipo                           | Puntos                           |                                  |
| -------------------------------- | -------------------------------- | -------------------------------- | -------------------------------- | -------------------------------- |
| 1.º                              | Maciej Paterski                  | Polonia                          | 15 pts                           |                                  |
| 2.º                              | Kamil Małecki                    | CCC Team                         | 6 pts                            |                                  |
| 3.º                              | Taco van der Hoorn               | Jumbo-Visma                      | 4 pts                            |                                  |
| 4.º                              | Kamil Gradek                     | CCC Team                         | 4 pts                            |                                  |
| 5.º                              | Patryk Stosz                     | Polonia                          | 4 pts                            |                                  |
| 6.º                              | Geoffrey Bouchard                | AG2R La Mondiale                 | 3 pts                            |                                  |
| 7.º                              | Hugo Houle                       | Astana                           | 2 pts                            |                                  |
| 8.º                              | James Whelan                     | EF Pro Cycling                   | 1 pt                             |                                  |
| 9.º                              | Wout Poels                       | Bahrain McLaren                  | 1 pt                             |                                  |
| 10.º                             | Nils Eekhoff                     | Team Sunweb                      | 1 pt                             |                                  |

### Clasificación por equipos
| Clasificación por equipos | Clasificación por equipos | Clasificación por equipos | Clasificación por equipos |
| Equipo                    | Equipo                    | Tiempo                    |                           |
| ------------------------- | ------------------------- | ------------------------- | ------------------------- |
| 1.º                       | Mitchelton-Scott          | 64 h 38 min 39 s          |                           |
| 2.º                       | Bora-Hansgrohe            | + 1 s                     |                           |
| 3.º                       | Team Sunweb               | + 1 min 40 s              |                           |
| 4.º                       | Astana                    | + 8 min 01 s              |                           |
| 5.º                       | CCC Team                  | + 11 min 26 s             |                           |
| 6.º                       | UAE Team Emirates         | + 13 min 49 s             |                           |
| 7.º                       | Jumbo-Visma               | + 14 min 26 s             |                           |
| 8.º                       | Groupama-FDJ              | + 14 min 53 s             |                           |
| 9.º                       | Ineos                     | + 15 min 07 s             |                           |
| 10.º                      | Cofidis                   | + 16 min 17 s             |                           |

## Evolución de las clasificaciones
| Etapa                   | Vencedor                | Clasificación general | Clasificación por puntos | Clasificación de la montaña | Clasificación de la combatividad | Clasificación por equipos |
| ----------------------- | ----------------------- | --------------------- | ------------------------ | --------------------------- | -------------------------------- | ------------------------- |
| 1.ª                     | Fabio Jakobsen          | Fabio Jakobsen        | Fabio Jakobsen           | Kamil Małecki               | Maciej Paterski                  | UAE Emirates              |
| 2.ª                     | Mads Pedersen           | Mads Pedersen         | Jasper Philipsen         | Julius van den Berg         | Maciej Paterski                  | UAE Emirates              |
| 3.ª                     | Richard Carapaz         | Richard Carapaz       | Luka Mezgec              | Kamil Gradek                | Maciej Paterski                  | Bora-Hansgrohe            |
| 4.ª                     | Remco Evenepoel         | Remco Evenepoel       | Diego Ulissi             | Patryk Stosz                | Maciej Paterski                  | Mitchelton-Scott          |
| 5.ª                     | Davide Ballerini        | Remco Evenepoel       | Luka Mezgec              | Patryk Stosz                | Maciej Paterski                  | Mitchelton-Scott          |
| Clasificaciones finales | Clasificaciones finales | Remco Evenepoel       | Luka Mezgec              | Patryk Stosz                | Maciej Paterski                  | Mitchelton-Scott          |

## Ciclistas participantes y posiciones finales
Convenciones:
- AB-N: Abandono en la etapa N
- FLT-N: Retiro por llegada fuera del límite de tiempo en la etapa N
- NTS-N: No tomó la salida para la etapa N
- DES-N: Descalificado o expulsado en la etapa N

## UCI World Ranking
El Tour de Polonia otorgó puntos para el UCI World Ranking para corredores de los equipos en las categorías UCI WorldTeam, UCI ProTeam y Continental. Las siguientes tablas son el baremo de puntuación y los 10 corredores que obtuvieron más puntos:
| Posición              | 1.º | 2.º | 3.º | 4.º | 5.º | 6.º | 7.º | 8.º | 9.º | 10.º | 11.º | 12.º | 13.º | 14.º | 15.º | 16.º-20.º | 21.º-30.º | 31.º-50.º | 51.º-55.º | 56.º-60.º |
| Clasificación general | 400 | 320 | 260 | 220 | 180 | 140 | 120 | 100 | 80  | 68   | 56   | 48   | 40   | 32   | 28   | 24        | 16        | 8         | 4         | 2         |
| Por etapa             | 50  | 20  | 8   |     |     |     |     |     |     |      |      |      |      |      |      |           |           |           |           |           |
| Líder                 | 8   |     |     |     |     |     |     |     |     |      |      |      |      |      |      |           |           |           |           |           |

| Clasificación |                  |                       |         |       |       |       |
| Ciclista      | Ciclista         | Equipo                | General | Etapa | Líder | Total |
| ------------- | ---------------- | --------------------- | ------- | ----- | ----- | ----- |
| 1.º           | Remco Evenepoel  | Deceuninck-Quick Step | 400     | 50    | 8     | 458   |
| 2.º           | Jakob Fuglsang   | Astana                | 320     | 20    | -     | 340   |
| 3.º           | Simon Yates      | Mitchelton-Scott      | 260     | 8     | -     | 268   |
| 4.º           | Rafał Majka      | Bora-Hansgrohe        | 220     | -     | -     | 220   |
| 5.º           | Diego Ulissi     | UAE Emirates          | 180     | 20    | -     | 200   |
| 6.º           | Kamil Małecki    | CCC                   | 140     | -     | -     | 140   |
| 7.º           | Wilco Kelderman  | Sunweb                | 120     | -     | -     | 120   |
| 8.º           | Jonas Vingegaard | Jumbo-Visma           | 100     | -     | -     | 100   |
| 9.º           | Mikel Nieve      | Mitchelton-Scott      | 80      | -     | -     | 80    |
| 10.º          | Rui Costa        | UAE Emirates          | 68      | -     | -     | 68    |